# Nephodia falculata
Nephodia falculata là một loài bướm đêm trong họ Geometridae.